# Леметр, Фредерик
Фредерик Леметр, или Фредерик-Леметр (фр. Frédérick Lemaître; Frédérick-Lemaître), настоящее имя — Антуан Луи Проспер Леметр (фр. Antoine Louis Prosper Lemaître; 21 июля 1800, Гавр — 26 января 1876, Париж) — французский актёр.

## Биография
Его отец, Антуан Мари Леметр, известный архитектор, основатель гаврской школы живописи и архитектуры, умер в 1809 году, после чего жизнь мальчика резко изменилась. Мать переехала в Париж, где жили ее родственники, и там начала торговать мебелью.
Ф. Леметр, или «Великий Фредерик», как называли его современники, прожил бурную и неспокойную жизнь.
Он выступал в спектаклях на сценах бульварных театров Парижа в самых разнообразных амплуа — от гротескно-комедийных до трогательно-драматических.

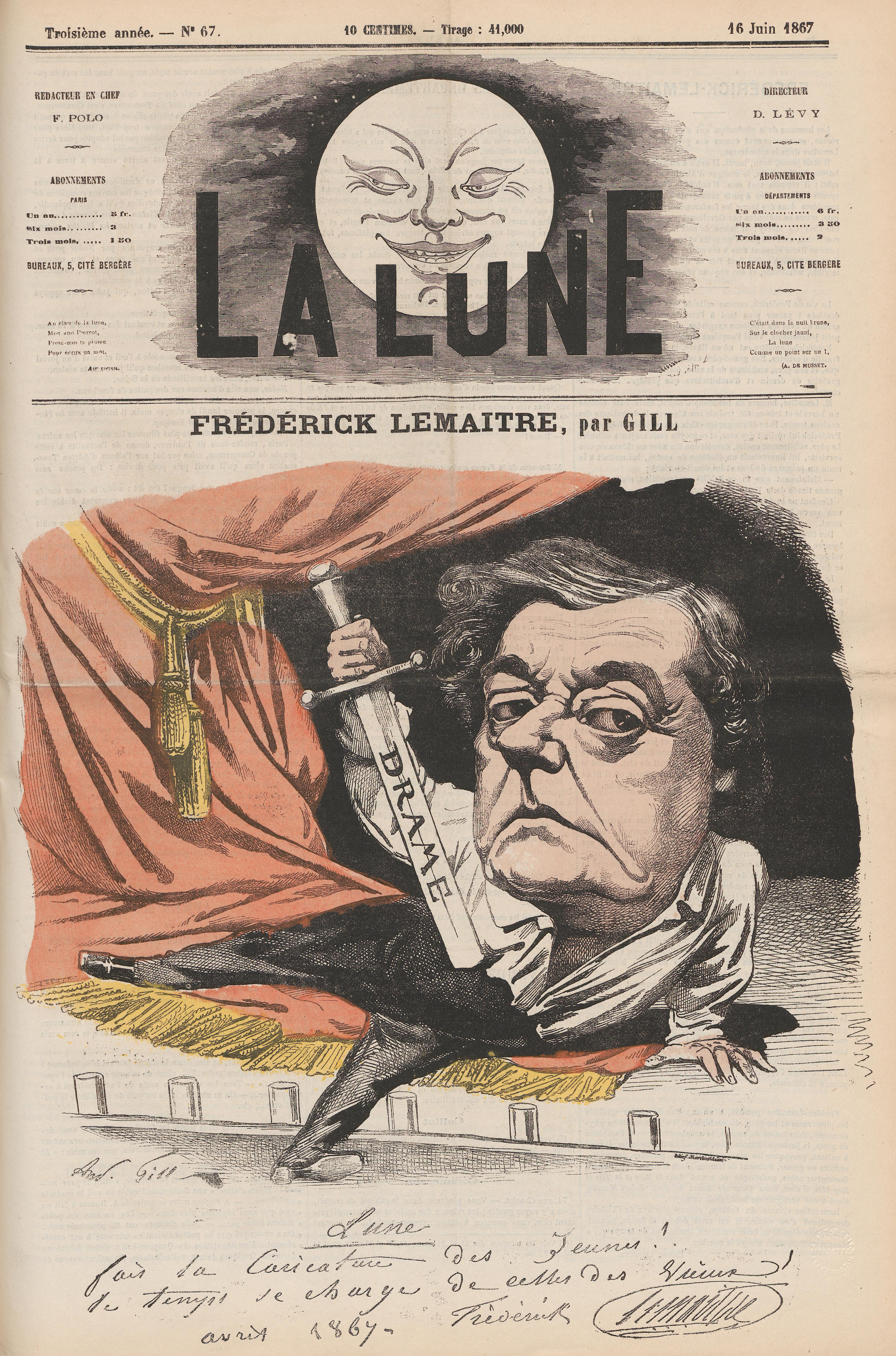
Карикатура на Леметра Андре Жиля (1867)

В июне 1820 года он поступил в труппу театра «Одеон», где провёл три сезона, после чего оказался в «Амбигю-Комик». За четыре сезона в театре «Амбигю-Комик» Фредерик-Леметр сыграл 25 ролей и выступил на сцене 980 раз. При этом, почти всегда играя центральные роли, он успел еще на стороне, в маленьких театриках появиться в нескольких ролях, а также написать две пьесы. В 1827 году переходит в театр «Порт Сен-Мартен», где дебютирует в мелодраме «Тридцать лет, или Жизнь игрока» Дюканжа и Дино.
Скопивший значительное состояние, он в конце жизни разорился и был вынужден публично распродавать своё имущество. В старости много болел и умер в бедности. Поклонниками таланта Ф. Леметра были Гюго, Диккенс, Герцен, Бальзак. Генрих Гейне писал о нем: «[Фредерик Леметр]… — один из тех страшных шутников, при виде которых Талия в ужасе бледнеет, а Мельпомена блаженно улыбается».
«…Фредерик — самый сильный актер, какого я только знаю, — писал И. С. Тургенев об исполнении Фредериком-Леметром роли Макэра. — В этой пьесе он страшен… какая дерзость, какая бесстыдная наглость, какой цинический апломб, какой вызов всему и какое презрение всего!.. Но какая подавляющая правда, какое вдохновение!», а Теофиль Готье, назвал Фредерика «величайшим актером мира».
Леметр похоронен на кладбище Монмартр. На похоронах актёра с прощальной речью выступил Виктор Гюго, сказавший, что «… память, которая переживет Фредерик-Леметра, будет прекрасна, — ему суждено оставить неизгладимый след на самой вершине своего искусства».

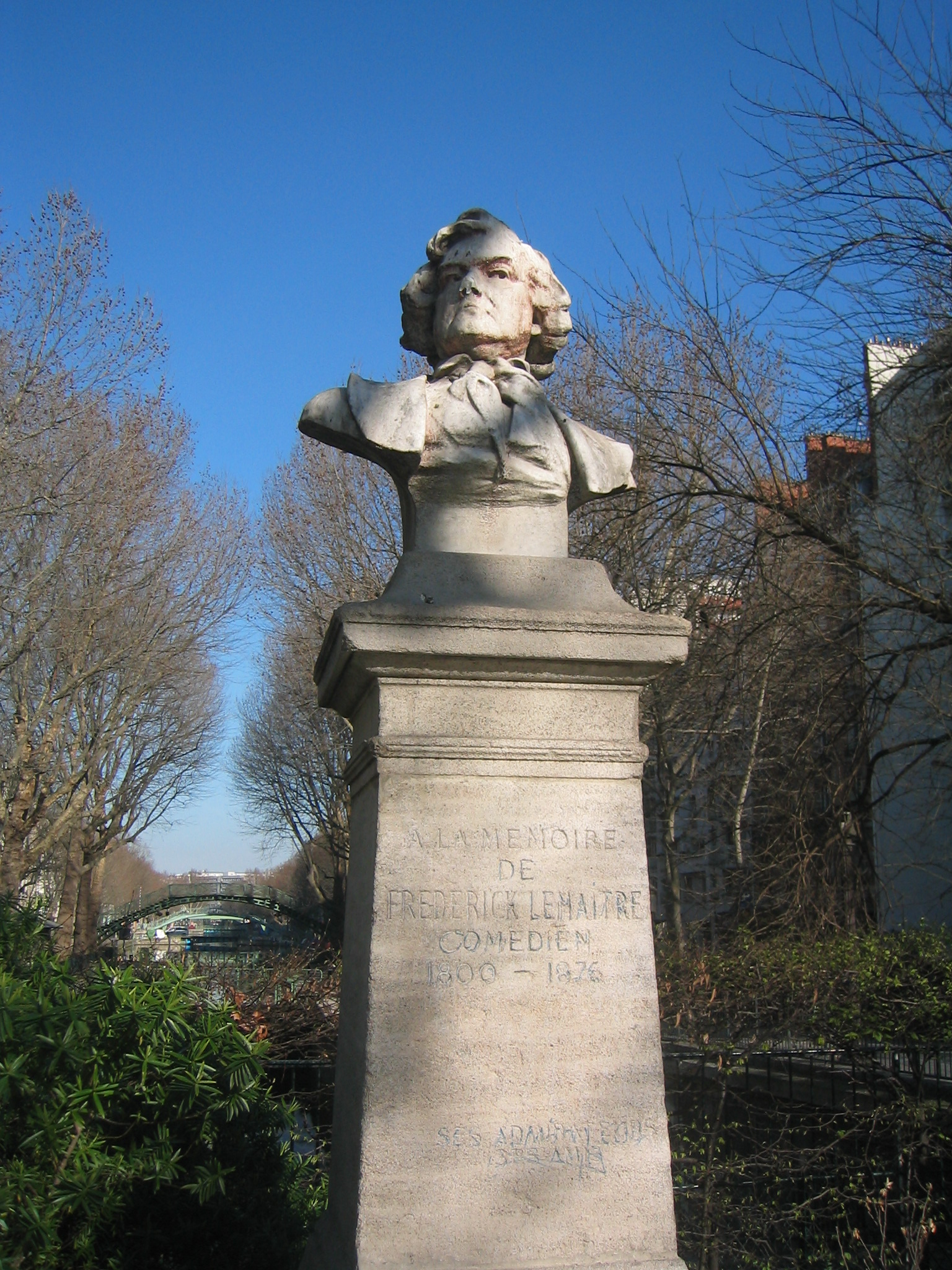
Бюст Ф. Леметра близ канала Сен-Мартен в Париже

Среди лучших ролей Ф. Леметра следует отметить:
- Робер Макер в мелодраме «Постоялый двор Андре» Бенжамена Антье (1823)
- Жорж Жермани в мелодраме «Тридцать лет, или Жизнь игрока» Дюканжа (1827)
- Рюи Блаз в драме «Рюи Блаз» В. Гюго (1838)
- Папаша Жан в мелодраме «Парижский тряпичник» Ф. Пиа (1847)

## Образ в искусстве
- «Дети райка́» — фильм режиссёра Марселя Карне (1945).
- Спектакль Санкт-Петербургского академического театра имени Ленсовета «Фредерик, или Бульвар преступлений» по одноименной пьесе Э.-Э. Шмитта (режиссёр Владислав Пази, 2002); в главной роли — Сергей Мигицко[6].